# Spiroctenus fuligineus
Spiroctenus fuligineus är en spindelart som först beskrevs av Pocock 1902.  Spiroctenus fuligineus ingår i släktet Spiroctenus och familjen Nemesiidae. Inga underarter finns listade i Catalogue of Life.